# Dasyprocta leporina
Dasyprocta leporina là một loài động vật có vú trong họ Dasyproctidae, bộ Gặm nhấm. Loài này được Linnaeus mô tả năm 1758.

## Hình ảnh

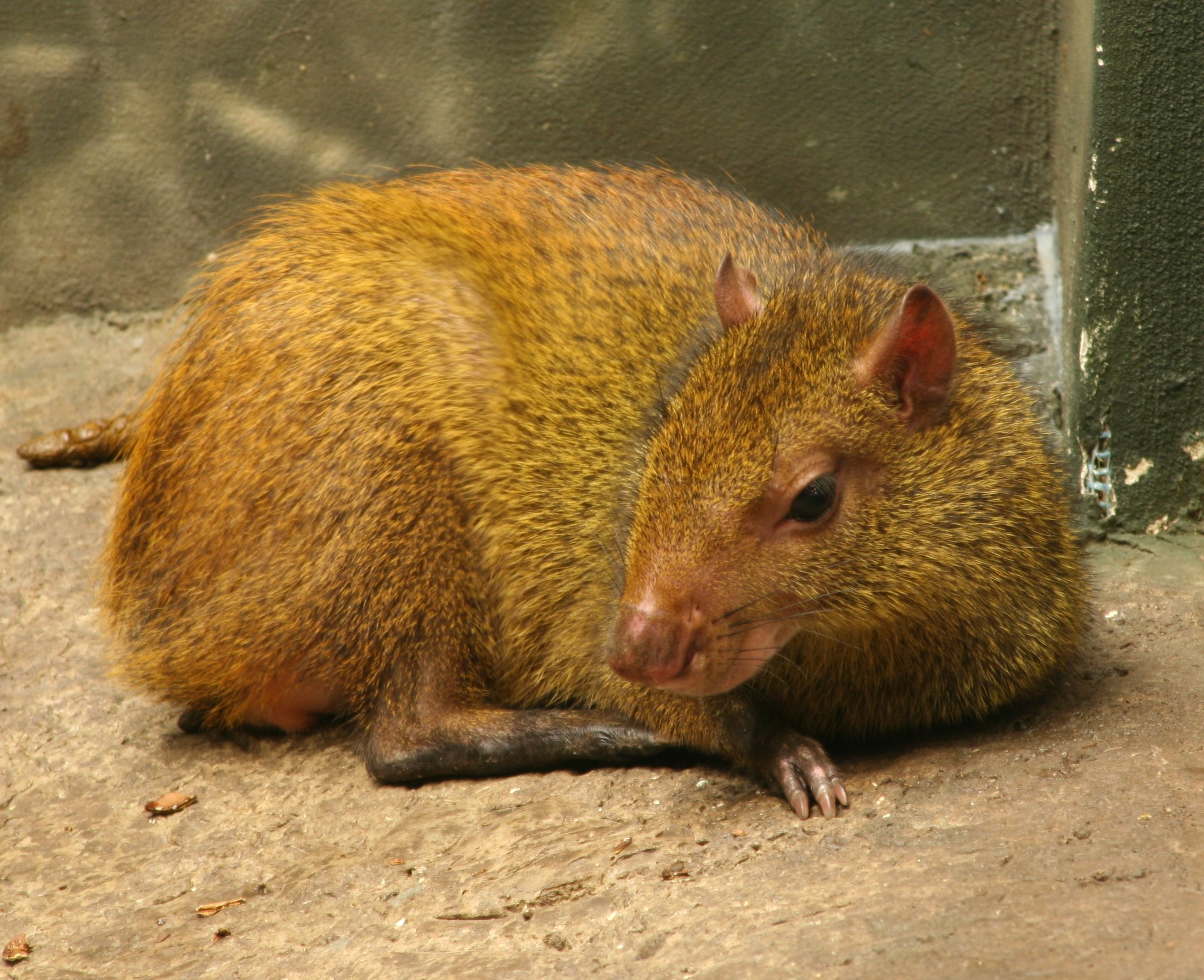
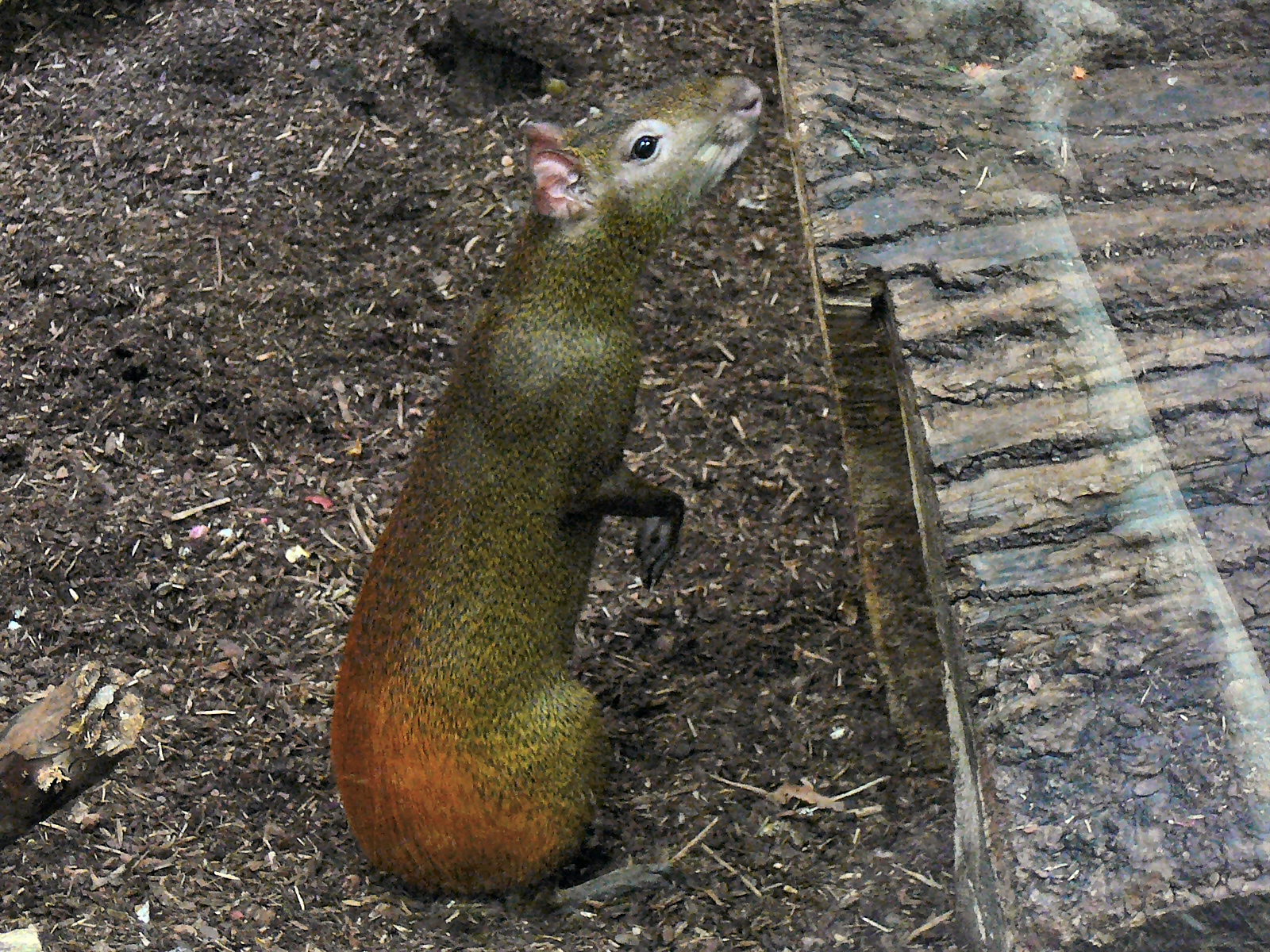
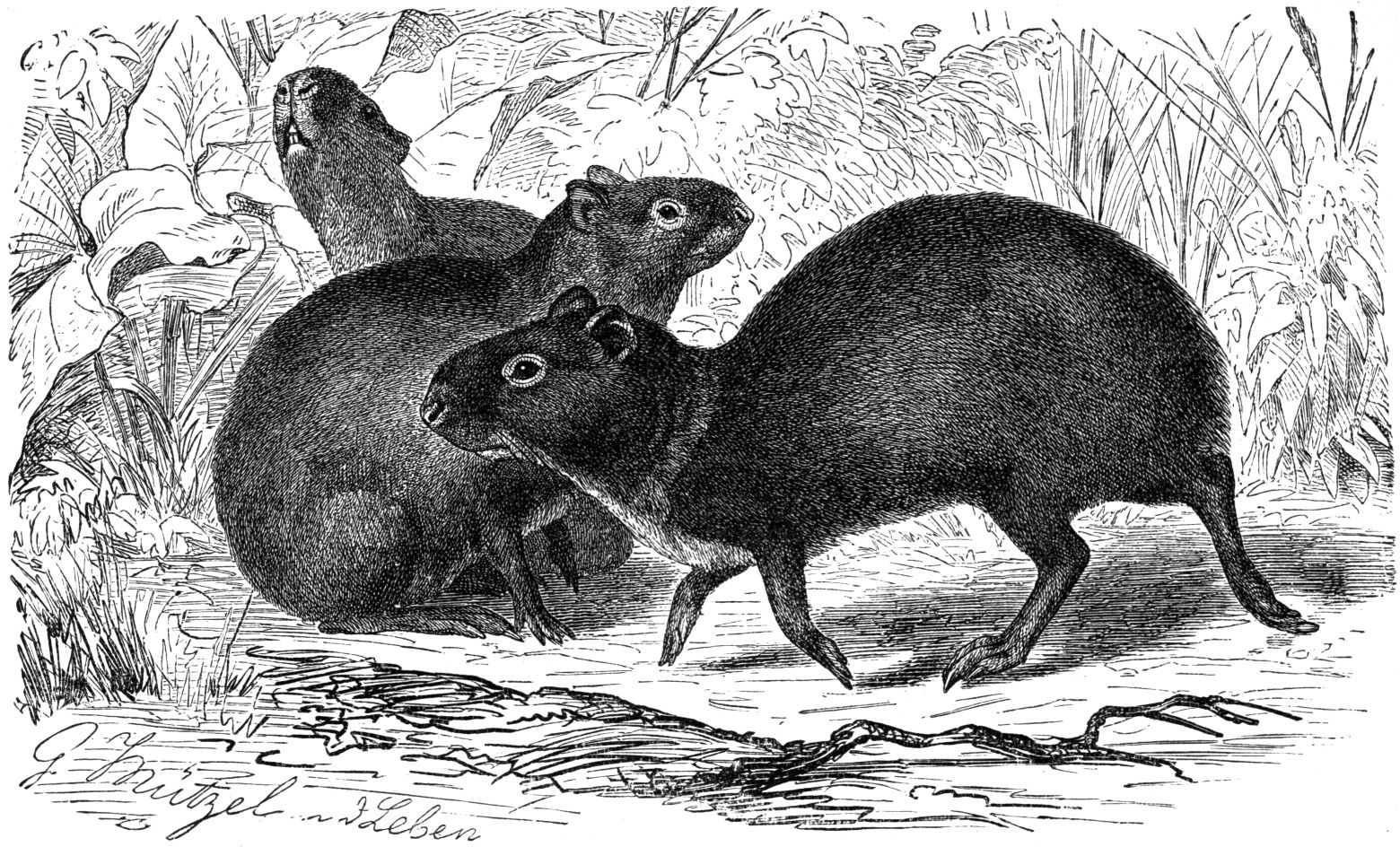
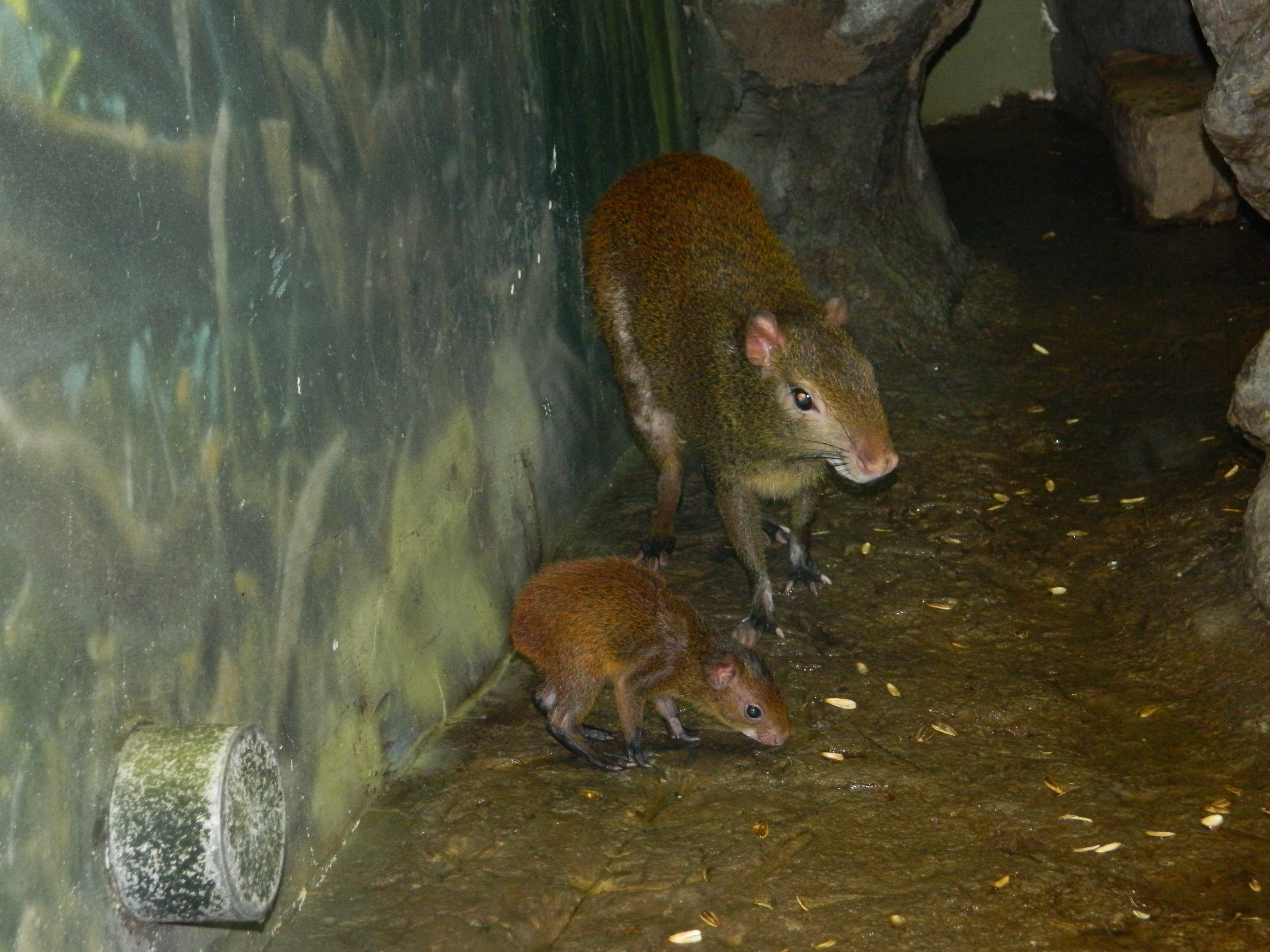